# Le Fermier Gilles de Ham
Vous lisez un « bon article » labellisé en 2011.  Il fait partie d'un « bon thème ».
Le Fermier Gilles de Ham (Farmer Giles of Ham) est un ouvrage de J. R. R. Tolkien paru en 1949 avec des illustrations de Pauline Baynes. Ce conte de fées humoristique relate les exploits du personnage-titre, un paisible fermier qui triomphe successivement d'un géant stupide et d'un dragon rusé avant de devenir roi. Sans lien avec les récits de la Terre du Milieu, il se déroule dans les Midlands (région que Tolkien connaissait bien) d'une Angleterre plus ou moins médiévale, imaginaire et anachronique.
Inventé à l'origine par Tolkien pour distraire ses enfants, le conte final n'est guère destiné à un public enfantin : l'auteur abandonne le ton caractéristique des contes pour enfants pour se livrer à de nombreuses plaisanteries historiques et philologiques. Paru entre Le Hobbit et Le Seigneur des anneaux, il est loin d'avoir autant attiré l'attention que ces deux romans.

## Résumé
L'action se déroule dans le Petit Royaume, situé dans la vallée de la Tamise, à une époque incertaine, « au cours des longues années qui suivirent peut-être le temps du Roi Coel, mais précédèrent Arthur et les Sept Royaumes des Anglais ». Ægidius Ahenobarbus Julius Agricola, ou « le fermier Gilles » en langue vulgaire, mène une existence paisible au village de Ham jusqu'à une nuit d'été où, réveillé par son chien Garm, il met en fuite un géant égaré du côté de Ham avec son espingole et un peu de chance : le géant ne quitte les lieux que parce qu'il croit avoir été piqué par quelque insecte. Gilles est acclamé par les villageois, et la nouvelle parvient rapidement aux oreilles du Roi, qui envoie au nouveau héros une lettre de félicitations et une épée antique.
Quelques mois plus tard, le royaume est attaqué par un dragon nommé Chrysophylax Dives. Les chevaliers du roi avancent diverses excuses pour ne pas le combattre, et tandis que l'animal s'approche de Ham, les villageois se tournent vers leur nouveau héros, à qui l'idée d'affronter un dragon ne sourit guère. Pourtant, il s'avère que l'épée de Gilles est en fait Caudimordax ou Mordqueues, l'arme d'un ancien tueur de dragons, et l'orgueil finit par inciter le fermier à accepter. Heureusement pour lui, Chrysophylax est rusé, mais lâche, et l'épée Mordqueues l'effraie tant qu'un simple coup porté par Gilles suffit à le faire décamper. Désorienté, le dragon se retrouve à Ham, encerclé par les villageois. Pour obtenir sa liberté, il promet de revenir avec son trésor une semaine plus tard.
La semaine est écoulée et tout le monde, y compris le Roi, venu à Ham avec ses chevaliers pour clamer la possession du trésor, attend le retour de Chrysophylax, en vain. Furieux, le Roi envoie ses chevaliers courir sus au dragon, et exige que Gilles les accompagne. Après sept jours de voyage vers l'ouest, le dragon surgit et bouscule les chevaliers. Seul le fermier tient bon et, grâce à Mordqueues, obtient une nouvelle fois la soumission du dragon. Gilles rentre ainsi à Ham avec Chrysophylax et une bonne part de son trésor, qu'il n'a aucune intention de remettre au Roi. Celui-ci se rend à Ham avec les quelques chevaliers qui lui restent, mais la réputation du fermier est désormais bien meilleure que la sienne, et avec l'aide du dragon, Gilles le chasse de Ham. Au fil des ans, le fermier devient seigneur, comte, duc et enfin roi du Petit Royaume.

## Histoire

### Rédaction
Selon John, le fils aîné de J. R. R. Tolkien, l'histoire du fermier Gilles aurait été improvisée par son père lors d'un pique-nique, alors que la famille, surprise par un orage, s'était réfugiée sous un pont. La date de l'incident est inconnue, mais il faut probablement le situer dans la seconde moitié des années 1920, après l'installation des Tolkien à Oxford. Il daterait ainsi de la même période que Roverandom.
Le Fermier Gilles de Ham connaît trois versions à l'écrit. La première est un conte de fées très simple (raconté par un « Papa » à son enfant), dépourvu d'une bonne partie des ornements philologiques, géographiques et historiques de la version finale. La seconde version diffère peu de la première, mais présente un caractère plus réaliste et moins exagéré ; elle est désormais racontée par « le bouffon familial ». Cette version a été traduite en français dans les années 1930 par une amie belge de Tolkien, Simonne d'Ardenne.
En 1937, l'éditeur londonien Allen & Unwin accepte de publier Le Hobbit. Le livre rencontre un grand succès, et Tolkien envoie à l'éditeur d'autres de ses textes, parmi lesquels Le Fermier Gilles de Ham. Malgré l'avis positif de son fils Rayner, Stanley Unwin trouve ce conte trop court pour être publié seul. En janvier de l'année suivante, durant une pause dans la rédaction de la suite du Hobbit, Tolkien reprend Le Fermier Gilles de Ham et le développe abondamment. Le 14 février 1938, il lit cette troisième version devant la Lovelace Society, un club littéraire de Worcester College, et elle y est chaleureusement accueillie,. Tolkien envoie le texte dactylographié de cette version à Allen & Unwin fin août 1938, et s'enquiert en octobre de savoir s'il a reçu bon accueil ; toutefois, l'éditeur s'intéresse davantage à sa progression sur la suite du Hobbit, et cet étrange conte, pas tout à fait destiné aux enfants ni aux adultes, lui pose « un problème commercial délicat ».
Allen & Unwin ne rejette pas totalement Le Fermier Gilles de Ham, mais souhaite avant tout publier Le Seigneur des anneaux, la suite du Hobbit, que Tolkien va mettre près de quinze ans à achever. Entre-temps, l'auteur suggère à plusieurs reprises de publier Le Fermier Gilles de Ham pour faire patienter le public, mais le rationnement du papier dû à la Seconde Guerre mondiale ne joue pas en sa faveur, d'autant que Stanley Unwin trouve toujours le conte trop court pour être publié seul. Tolkien ébauche une suite avec le fils de Gilles, le prince George, comme héros, mais il ne l'achève jamais, attristé par l'empreinte laissée par la guerre sur les paysages qui ont inspiré le conte. En 1945, il écrit à Unwin : « Mon cœur a quitté le Petit Royaume, et les bois et les plaines sont devenus des aérodromes et des zones d'entraînement pour bombardiers. » Quelques années plus tard, il explique également que Le Silmarillion « a été maintenu à grand-peine à distance de Fermier Gilles, mais a interrompu la suite ».

### Publication
En fin de compte, Allen & Unwin décide de publier Le Fermier Gilles de Ham seul, dans une édition illustrée. Priscilla, la fille de Tolkien, suggère de faire appel à Milein Cosman, mais les illustrations qu'elle propose après un long retard déplaisent autant à Tolkien qu'à son éditeur, et c'est finalement Pauline Baynes qui est chargée d'illustrer le conte. Tolkien apprécie particulièrement le travail de Baynes, « la parfaite contrepartie du texte (voire une amélioration sur lui) », et elle illustrera également par la suite Les Aventures de Tom Bombadil (1962) et Smith de Grand Wootton (1967).
Le Fermier Gilles de Ham paraît le 20 octobre 1949 au Royaume-Uni chez Allen & Unwin et le 2 octobre 1950 aux États-Unis chez Houghton Mifflin. Il est dédié à C. H. Wilkinson, un universitaire d'Oxford présent lors de la lecture de 1938 et qui avait depuis constamment encouragé Tolkien à publier ce conte. Les ventes sont décevantes : sur les 5 000 exemplaires du premier tirage, seulement 2 000 sont écoulés en mars 1950, ce que Tolkien estime dû à la faible promotion du livre. Le Fermier Gilles de Ham est effectivement l'objet d'un faible nombre de critiques, qui s'accordent à le trouver charmant et admirablement illustré, mais d'un calibre inférieur au Hobbit, et guère adapté aux enfants.

### Rééditions et traductions
Le Fermier Gilles de Ham a connu plusieurs rééditions dans des recueils de textes courts de Tolkien, parmi lesquels The Tolkien Reader (1966), Poems and Stories (1980) ou Tales from the Perilous Realm (1997). Ce dernier a été réédité en 2008 avec des illustrations d'Alan Lee. Le conte a été réédité seul en 1990, avec des illustrations de Roger Garland. À l'occasion du cinquantième anniversaire de sa parution, en 1999, une édition augmentée a été produite par Wayne G. Hammond et Christina Scull. Cette édition comprend un fac-similé de l'édition originale du conte, avec les illustrations de Pauline Baynes, des annotations de la part des éditeurs, ainsi que deux textes inédits de Tolkien : la toute première version du conte et sa suite ébauchée. Pauline Baynes a dessiné une carte du Petit Royaume spécialement pour cette édition. En décembre 2008, une réédition de ce volume est publiée à 500 exemplaires, à l'occasion du soixantième anniversaire du texte.
En France, la traduction du conte par Francis Ledoux est parue chez Christian Bourgois dans le recueil Faërie (1974), accompagnée des contes Feuille, de Niggle et Smith de Grand Wootton, ainsi que de l'essai théorique Du conte de fées. Ce recueil a été réédité et complété en 2003 sous le titre Faërie et autres textes. La traduction d'une version antérieure du conte par Simonne d'Ardenne a également connu une publication limitée en 1975 par l'Association des Romanistes de l'université de Liège, sous le titre Maître Gilles de Ham. Une réédition en poche du Fermier Gilles de Ham, hors recueil, est parue en 2001 chez Gallimard dans la collection Folio junior, illustrée par Roland Sabatier.

## Thèmes et analyses
| \| Farthingho Islip Quercetum Oxenford Pierres · Debout Ham Aula Draconaria \| Localisation des lieux mentionnés dans Le Fermier Gilles de Ham au sein de l'Oxfordshire et des comtés voisins. |
| Farthingho Islip Quercetum Oxenford Pierres · Debout Ham Aula Draconaria |

Le Fermier Gilles de Ham est un récit très léger, dans lequel Tolkien laisse libre cours à son humour de philologue. Ainsi, lorsque le fermier Gilles se saisit de son espingole, il indique :

« D'aucuns pourraient bien se demander ce qu'était une espingole. En fait, cette question même fut posée, dit-on, aux Quatre Sages Clercs d'Oxenford qui, après réflexion, répondirent : « Une espingole est un fusil court à canon évasé, que l'on charge de plusieurs balles ou plombs et qui peut causer des ravages à portée limitée sans visée précise (supplantée de nos jours dans les pays civilisés par d'autres armes à feu). » »

Il s'agit en fait de la définition mot pour mot du terme (blunderbuss en anglais) que donne l'Oxford English Dictionary, les « Quatre Sages Clercs d'Oxenford » étant les quatre éditeurs successifs de ce dictionnaire de référence : James Murray, Henry Bradley, William Craigie et C. T. Onions. Tolkien parachève la plaisanterie en expliquant dans le paragraphe suivant qu'en réalité, l'espingole du fermier ne possède aucune des caractéristiques mentionnées dans cette définition, ce qui ne l'empêche pas de jouer son rôle à la perfection.
L'avant-propos du conte, où le récit est présenté par un éditeur anonyme comme une traduction d'un original en latin insulaire, est l'occasion pour Tolkien de se livrer à une satire des critiques qui ne s'intéressent aux légendes anciennes que pour ce qu'elles apportent en termes de connaissances historiques et non pour elles-mêmes, en tant qu'œuvres d'art. Cela rejoint l'argument principal de sa conférence de 1936 Beowulf : Les Monstres et les Critiques, dans laquelle il défendait les mérites littéraires du poème anglo-saxon Beowulf.
Si le cadre historique du récit est tout à fait fantaisiste (l'introduction évoque la légende de Brutus de Bretagne et de la division de l'île de Bretagne entre Locrin, Camber et Albanac, imaginée au XIIe siècle par Geoffroy de Monmouth), la géographie correspond en revanche à la réalité des actuels comtés de l'Oxfordshire et du Buckinghamshire, que Tolkien connaissait bien : Ham correspond à la ville de Thame, et d'autres lieux réels sont mentionnés, comme Oakley (Quercetum) ou Worminghall (Aula Draconaria). La capitale du Petit Royaume n'est pas nommée, mais Tom Shippey propose de l'identifier avec Tamworth, la capitale du royaume anglo-saxon de Mercie.
Tolkien offre des étymologies fantaisistes pour certains de ces toponymes : le village de Ham est rebaptisé Tame après la soumission du dragon par Gilles (tame signifiant « apprivoiser » ou « soumettre » en anglais), devenu plus tard Thame, bien que « Thame avec un « h » est une sottise qui n'a aucune justification » — c'est ici le philologue qui parle, car le nom du village se prononce /teɪm/ et s'écrivait à l'origine Tame, le h ayant été ajouté à tort par la suite, sous l'influence du français. Gilles fonde également une demeure à l'endroit où il a rencontré Chrysophylax pour la première fois et l'appelle Worminghall, un jeu de mots sur le terme worm, « ver », qui peut également désigner un dragon.
Tolkien s'amuse également avec les noms de ses personnages. Ainsi Garm, le chien de Gilles, porte un nom qui rappelle le chien Garmr, gardien du monde des morts dans la mythologie nordique, mais garm veut également dire « cri, hurlement » en gallois, nom approprié pour un animal aussi bavard. Plusieurs personnages portent également de grandiloquents noms latins comprenant des références à des figures historiques : le fermier s'appelle Ægidius Ahenobarbus Julius Agricola de Hammo (Julius Agricola, général romain, conquérant de la Bretagne au Ier siècle), le roi Augustus Bonifacius Ambrosius Aurelianus Antoninus (Ambrosius Aurelianus, adversaire des Saxons au Ve siècle) ou le forgeron Fabricius Cunctator (le général Fabius Cunctator, adversaire d'Hannibal). Le nom du dragon Chrysophylax Dives est un mélange de grec et de latin signifiant littéralement « riche gardien d'or », tandis que celui de la vache du fermier, Galathée, signifie « déesse du lait » en grec.

## Adaptations
En 1992, Brian Sibley adapte Le Fermier Gilles de Ham pour BBC Radio 4 dans le cadre d'une série d'adaptations radiophoniques de textes courts de Tolkien, Tales from the Perilous Realm. Outre Le Fermier Gilles de Ham, cette série comprend des adaptations de Smith de Grand Wootton, de Feuille, de Niggle, ainsi que des chapitres du Seigneur des anneaux consacrés à Tom Bombadil que Sibley et Michael Bakewell n'avaient pu inclure dans leur adaptation antérieure de ce roman, faute de temps. Cette adaptation a été éditée commercialement l'année suivante. Un livre audio lu par l'acteur Derek Jacobi est paru en 1999.